# Cineac

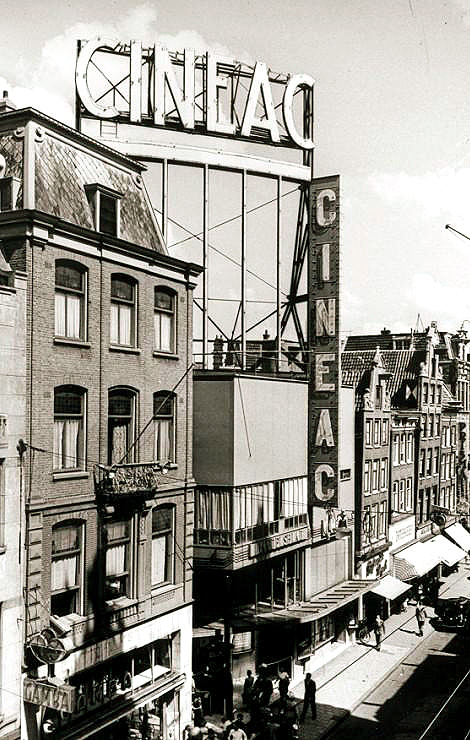
De Cineac aan de Reguliersbreestraat in Amsterdam. Foto: bmz.amsterdam.nl.

De Cineac (Cinéma d'Actualité) was een bioscoopketen opgezet door Pathé waar het filmjournaal werd vertoond. In Frankrijk richtte Pathé de eerste Cinéac op en al snel zijn die nieuwstheaters erg succesvol, in 1934 zijn er twintig bioscopen alleen al in Parijs.
In Nederland was er een Cineac in Amsterdam, Den Haag, Utrecht (Filmac, Vredenburg) en Rotterdam. Aan het hoofd stond directeur Van Gelder, iedere Cineac had een eigen bedrijfsleider, dat waren Jaap Kroon, Janssens en Cor Blad.

## Doorlopend journaal
Het programma duurde een uur, en bestond uit een filmjournaal en enkele andere filmpjes. Het werd steeds meteen herhaald als een doorlopende voorstelling. Bezoekers konden op elk gewenst moment de bioscoop betreden en verlaten, met de mogelijkheid om langer dan de duur van het programma te blijven zitten, en zo voor één keer de entreeprijs het programma meermalen te zien.

## Rotterdam

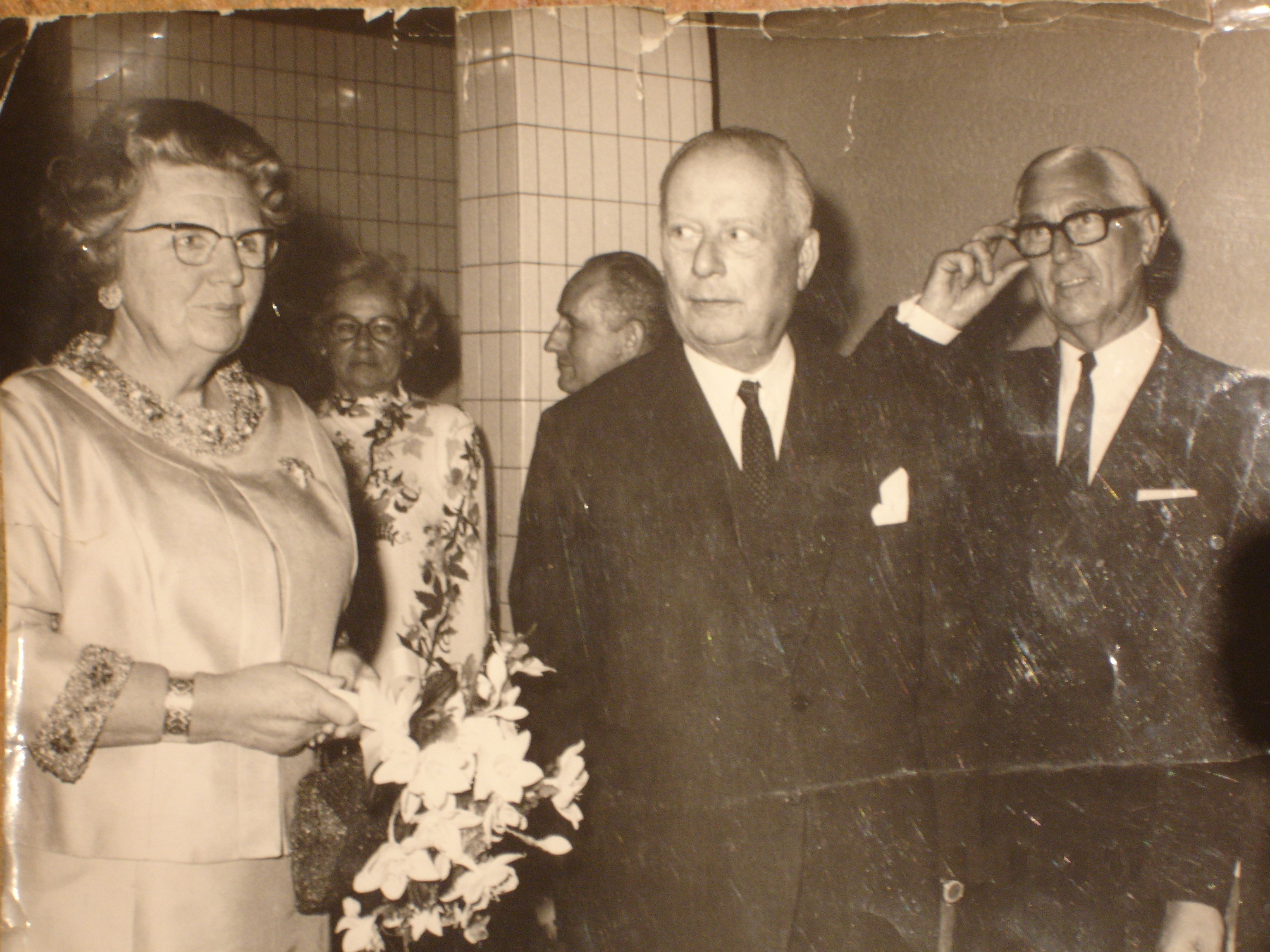
Koningin Juliana, J.C.C. baron van Till en C. Blad

In 1935 werd de Cineac NRC aan de Coolsingel 17 geopend, maar als gevolg van het bombardement van 14 mei 1940 werden de activiteiten gestopt. In 1957 heropende deze Cineac op Coolsingel 103, naast De Bijenkorf. Vanaf 1977 werd hij de Cineac Bijenkorf genoemd. Deze Cineac sloot in 1989 en is nu een wok-restaurant, verdeeld over drie verdiepingen.
In 1940 werd de Cineac AD geopend op Coolsingel 60. Het gebouwencomplex werd ontworpen door Arthur Staal en ingericht door Pieter den Besten. 
Op 27 mei 1971 woonde Koningin Juliana de première bij van de film Dood in Venetië van Luchino Visconti. Het theater sloot in 1984.

## Andere ketens
In Duitsland ontstond een andere formule. Met de opkomst van de treinen na de Tweede Wereldoorlog wilde men op de stations meer bieden dan treinen en kwamen er kappers, kiosken en AKI's (Aktualitätenkino). Later kwamen er ook een paar WOKI's (Wochenschaukino).